# Lijst van gevelstenen in Hoorn
Dit is een chronologische (incomplete) lijst van gevelstenen in Hoorn. De Noord-Hollandse gemeente Hoorn kent een groot aantal oude en nieuwe gevelstenen. De gevelstenen die zich in het Westfries Museum bevinden zijn niet opgenomen in dit overzicht.
Onder een gevelsteen wordt hier verstaan elk voorwerp dat is ingemetseld in de gevel van een pand in de Nederlandse gemeente Hoorn, met een decoratieve functie. Een gevelsteen is bedoeld als herkenningsteken van het pand, doorgaans is het van steen, maar in enkele uitzonderlijke gevallen is het van gips of van hout. In dit overzicht worden driedimensionale gevelbeelden niet meegenomen, deze staan namelijk op de gevel en maken er geen deel van uit.
Voor een volledig overzicht van de beschikbare afbeeldingen zie de categorie Gevelstenen in Hoorn op Wikimedia Commons.
| Geplaatst               | Omschrijving | Kunstenaar                                             | Adres                                       | Plaats  | Materiaal                | Afbeelding                                 |
| ----------------------- | --- | ------------------------------------------------------ | ------------------------------------------- | ------- | ------------------------ | ------------------------------------------ |
| 1536                    | Johannes de Doper in de gevel van het Sint Jansgasthuis | onbekend                                               | Kerkplein 39                                | Hoorn   | onbekend                 |                                            |
| ± 1570                  | In dyserman. Geharnaste man met een smidshamer | onbekend                                               | Roode Steen 2                               | Hoorn   | Bentheimer zandsteen     |                                            |
| 1578                    | Wapen van Filips II, toenmalig hoogste gezagsdrager in Holland. Aan de stadszijde, in het midden boven de doorgang. | onbekend                                               | Oosterpoort                                 | Hoorn   |                          |                                            |
| 1578                    | Aan weerszijden van het voornoemde wapen de stenen Anno en 1578 | onbekend                                               | Oosterpoort                                 | Hoorn   |                          |                                            |
| 1578                    | Wapen van Willem van Oranje. Aan de stadszijde, geheel links | onbekend                                               | Oosterpoort                                 | Hoorn   |                          |                                            |
| 1578                    | Wapen van Holland. Aan de stadszijde, geheel rechts. | onbekend                                               | Oosterpoort                                 | Hoorn   |                          |                                            |
| 1578                    | Wapen van Westfriesland. Aan de landzijde, geheel links | onbekend                                               | Oosterpoort                                 | Hoorn   |                          |                                            |
| 1578                    | Wapen van Hoorn. Aan de landzijde, geheel rechts | onbekend                                               | Oosterpoort                                 | Hoorn   |                          |                                            |
| 1578                    | Fries met tekst | onbekend                                               | Oosterpoort                                 | Hoorn   |                          |                                            |
| 1578                    | Aan weerszijden van de poort een kanon | onbekend                                               | Oosterpoort                                 | Hoorn   |                          |                                            |
| 1578                    | Aan weerszijden van de poort, boven de kanonnen, een lege nis | onbekend                                               | Oosterpoort                                 | Hoorn   |                          |                                            |
| 1581 (?)                | Twee mensen en een baal. Betekenis van de afbeelding is niet bekend. De gevel van de twee woonhuizen is middels muurankers gedateerd op 1581 en is daarmee de oudste gedateerde woonhuisgevel in Hoorn. | onbekend                                               | Grote Oost 83-85                            | Hoorn   |                          |                                            |
| 1595 (herplaatst 1952)  | Wilt horen het Woort, Dit is eerst hvis op het nvwe noort. Een herinneringsteen met in plaats van het woord horen de hoorn uit het stadswapen. De t achter eerst is later toegevoegd en staat buiten het tekstveld. Onder deze steen een kleinere steen met de tekst: verbouwd 1952. | onbekend                                               | Nieuwe Noord 16-18                          | Hoorn   |                          |                                            |
| ± 1606                  | Sluitsteen met de hoorn uit het wapen van Hoorn | onbekend                                               | Kloosterpoort, ongenummerd                  | Hoorn   |                          |                                            |
| 1607                    | Wapen van de West-Friese Admiraliteit: achter het wapen van West-Friesland twee zwarte kruisende ankers, aan weerszijden en onder het schild een gouden letter P en boven de steen een gouden roos. De P's staan voor Pugno Pro Patria. | onbekend                                               | Kerkplein 23                                | Hoorn   |                          |                                            |
| 1609                    | Stadswapen. Deze versie met een fantasieschild kreeg later navolging bij onder andere het Sint-Pietershof. | Vermoedelijk Hendrick de Keyser.                       | Roode Steen 8                               | Hoorn   |                          |                                            |
| 1611                    | Jaartalsteen | onbekend                                               | Ramen 25                                    | Hoorn   |                          |                                            |
| 1612                    | Jaartalsteen met bijhorende Anno-steen, waartussen het wapen van prins Maurits, geplaatst naar aanleiding van een van zijn bezoeken (het vierde) aan Hoorn. In de voorgevel bevindt zich een deel van het stripverhaal aangaande de Slag op de Zuiderzee en de gevangenneming van de graaf van Bossu, zie daarvoor hieronder bij Slapershaven. | onbekend                                               | Grote Oost 132                              | Hoorn   | onbekend                 |                                            |
| ± 1613                  | Van Godt comt het al en jaartalstenen met anno en 1613 | onbekend                                               | Zon 1                                       | Hoorn   | onbekend                 |                                            |
| 1615                    | Drie egels en jaartalsteen | onbekend                                               | Achterom 3-5                                | Hoorn   | onbekend                 |                                            |
| 1616                    | Jaartalsteen | onbekend                                               | Grote Oost 60 (Oosterkerk)                  | Hoorn   | onbekend                 |                                            |
| 1616                    | In het bovenste vries van de panden Oude Doelenkade 17 en 19 zijn drie gevelstenen geplaatst, van links naar rechts: het wapen van Hoorn, jaartalsteen 1616 en het wapen van Amsterdam. In het onderste fries de volgende drie stenen: twee leeuwenkoppen met opengesperde bek en een schip omschreven als een oostvaarder: in den ostevarer | onbekend                                               | Oude Doelenkade 17-19                       | Hoorn   |                          |                                            |
| 1618                    | In het bovenste fries drie gevelstenen: links het wapen van Hoorn, rechts het wapen van Alkmaar en in het midden de steen Inde Stetsvarer. Straatsvaarders voeren vooral op westelijke landen in de Middellandse Zee. De twee maskers in het onderste fries, welke gedateerd zijn, tonen een mannen- en een vrouwenkop. Beide stammen mogelijk uit de maskerornamentiek.                                                                                      | onbekend                                               | Oude Doelenkade 21                          | Hoorn   | onbekend                 |                                            |
| 1618                    | Bierslepers met jaartal | onbekend                                               | Bierkade 2                                  | Hoorn   | onbekend                 |                                            |
| 1618                    | Bierdragers | onbekend                                               | Bierkade 2                                  | Hoorn   | onbekend                 |                                            |
| 1613-1618               | Wapens van de steden van de Gecommitteerde Raden van Westfriesland en het Noorderkwartier, Holland en West-Friesland (van links naar rechts: Medemblik, Edam, Alkmaar, Hoorn, Enkhuizen, Monnickendam en Purmerend), drie blanco wapens en twee beelden van Prins Maurits, in het midden een zittende leeuw met het wapen van de Verenigde Nederlanden zittend op een pilaar met ANNO 1613, met links het wapen van Holland en rechts dat van West-Friesland  | onbekend                                               | Nieuwstraat 23                              | Hoorn   | onbekend                 |                                            |
| 1616-1619               | Wylt [wapen van Hoorn] T Woort | onbekend                                               | Grote Oost 60 (Oosterkerk)                  | Hoorn   | onbekend                 |                                            |
| 1628                    | In die ro haen | onbekend                                               | Ramen 23                                    | Hoorn   |                          |                                            |
| 1630                    | In de Roôhand | onbekend                                               | Gedempte Turfhaven 34                       | Hoorn   | onbekend                 |                                            |
| 1633                    | Wapen van Alkmaar | onbekend                                               | Roode Steen 1                               | Hoorn   |                          |                                            |
| 1633                    | Wapen van Hoorn | onbekend                                               | Roode Steen 1                               | Hoorn   |                          |                                            |
| 1633                    | Wapen van Edam | onbekend                                               | Roode Steen 1                               | Hoorn   |                          |                                            |
| 1633                    | Wapen van Medemblik | onbekend                                               | Roode Steen 1                               | Hoorn   |                          |                                            |
| 1633                    | Wapen van Enkhuizen | onbekend                                               | Roode Steen 1                               | Hoorn   |                          |                                            |
| 1633                    | Wapen van Monnickendam | onbekend                                               | Roode Steen 1                               | Hoorn   |                          |                                            |
| 1633                    | Wapen van Purmerend | onbekend                                               | Roode Steen 1                               | Hoorn   |                          |                                            |
| 1638                    | Sint-Joris te paard, in het Sint-Jorispoortje, met boven hem een jaartalsteen met het wapen van Hoorn. Deze steen is niet het origineel, dat was meer zoals bij het Sint-Sebastiaanspoortje | onbekend                                               | Achter de Vest                              | Hoorn   | onbekend                 |                                            |
| 1638                    | Sint-Sebastiaan, in het Sint-Sebastiaanspoortje, staande tussen twee boogschutters en tussen het jaartal 1638 met het wapen van Hoorn erboven. | onbekend                                               | Achter de Vest                              | Hoorn   | onbekend                 |                                            |
| 1644                    | Int zee peert, een veel voorkomende afbeelding bij kroegen waar zeelui zich konden melden om, al dan niet vrijwillig, aan te monsteren op de grote vaart. Het is niet bekend of dit pand ook een dergelijke kroeg is geweest. | onbekend                                               | Grote Oost 102-104                          | Hoorn   |                          |                                            |
| 1647                    | Vanitas in een boogtrommel in de voorgevel (westgevel) van de Noorderkerk | onbekend                                               | Kleine Noord 32                             | Hoorn   | onbekend                 |                                            |
| 1648                    | Sint-Maarten met bedelaar | onbekend                                               | Koepoortsweg 5                              | Hoorn   |                          |                                            |
| 1648                    | Sint-Laurentius + jaartalsteen | onbekend                                               | Koepoortsweg 5                              | Hoorn   |                          |                                            |
| ± 1650                  | De Gare Goeds Bogert | onbekend                                               | Keern                                       | Hoorn   | onbekend                 |                                            |
| 1660                    | Vanitas in een boogveld in de zijgevel, zuidelijke gevel, van de Noorderkerk aan het Kleine Noord. Bekend is dat dit ook wel de armeningang genoemd wordt. | onbekend                                               | Kleine Noord 32                             | Hoorn   | onbekend                 |                                            |
| 1685                    | Gevelsteen in de vorm van een aedicula-achtige omlijsting om het het wapen van Hoorn met aan weerszijden twee wapens van de 4 burgemeesters die in 1685 betrokken waren bij de herbouw van het Houten Hoofd. Onder de tekststeen een steen met opnieuw 4 burgemeesters die betrokken waren bij de restauratie van de steiger in 1755. Een replica, met andere teksten, bevindt zich in de replica van de Hoofdtoren in Huis ten Bosch, nabij Nagasaki, Japan. | onbekend                                               | Hoofd 2                                     | Hoorn   | onbekend                 |                                            |
| 1693                    | Fronton met daarin een schildpad en het jaartal 1693 | onbekend                                               | Nieuwstraat 13                              | Hoorn   |                          |                                            |
| 16..                    | Wapen van West-Friesland in een bijgebouw van de Hoofdtoren. | onbekend                                               | Hoofd 2                                     | Hoorn   |                          |                                            |
| 17e eeuw                | Naamsteen: De Craton | onbekend                                               | Venidse                                     | Hoorn   |                          |                                            |
| 1722                    | Bovendorpel met in een Lodewijk XV-stijl cartouche met daarin een put met haalboom; huis met de put. | onbekend                                               | Grote Oost 10                               | Hoorn   | hout                     |                                            |
| 1725                    | (Familie)wapen Van Abbekerk, daaronder een verhoogde kroonlijst met monogram fan de opdrachtgever | onbekend                                               | Grote Oost 8                                | Hoorn   |                          |                                            |
| 1728                    | Alliantiewapen Cornelis van Foreest en Maria Eva van Akerlaken | onbekend                                               | Grote Oost 6                                | Hoorn   |                          |                                            |
| 1730                    | Dubbelpand met tweelinggevels met frontons waarop een heraldisch schild met een anker. De klauwvoeten van de twee halsgevels zijn voorzien van ornamenten waarin het jaartal 1730 staat. | onbekend                                               | Nieuwe Noord 56-58                          | Hoorn   |                          |                                            |
| 1725-1749               | Personificaties van de handel en de scheepvaart | onbekend                                               | Nieuwstraat 17                              | Hoorn   | Zandsteen                |                                            |
| 1746                    | Alliantiewapen Van Hoolwerff en Verborcht op het pand Wilgaerden | onbekend                                               | Koepoortsweg 73                             | Hoorn   | Grenen                   |                                            |
| 1750                    | Geveltop met ton | onbekend                                               | West                                        | Hoorn   |                          |                                            |
| ± 1750                  | Kuifstuk met een gouden ketel | onbekend                                               | Grote Noord 50                              | Hoorn   |                          |                                            |
| 1751 herplaatst na 1875 | Drie gevelstenen: Wapen van Alkmaar met het getal 17, een marskramer, het wapen van Hoorn met het getal 51 | onbekend                                               | Breed 9                                     | Hoorn   |                          |                                            |
| 1763                    | Sluitsteen met de hoorn uit het stadswapen | onbekend                                               | Oosterpoortbrug                             | Hoorn   |                          |                                            |
| 1769                    | Onder een kuif in Lodewijk XV-stijl, een wan. Het pand heet De vergulde wan. Onder de hoekpunten van de gevel staat Anno 1769. | onbekend                                               | Grote Noord 138                             | Hoorn   | Natuursteen              |                                            |
| 1773                    | Half rond fronton | onbekend                                               | Achterom 15-17: Sint-Jozefhuis              | Hoorn   |                          |                                            |
| 18e eeuw                | Alliantiewapen Thymon Velius en Ida Codde van der Burgh | onbekend                                               | Gouw 7                                      | Hoorn   | Hout                     |                                            |
| 1837                    | Baksteen fungerend als jaartalsteen met initialen eigenaar: LF 1837 | onbekend                                               | Roode Steen 4                               | Hoorn   | Baksteen                 |                                            |
| 1848                    | Gedenkplaat ter herinnering aan de gevangenneming van de Graaf van Bossu. De plaquette is in de gevel van het voormalige Mariaklooster geplaatst. Na de Reformatie werd dit het weeshuis. Op de plaquette is een duif met stralenkrans aangebracht, omdat het college van weeshuisregenten ook bekend stond als het College van Heilige Geestvoogden. | onbekend                                               | Korte Achterstraat 4                        | Hoorn   |                          |                                            |
| 1853                    | Steen over inwijding van de Michaëlskerk, gerestaureerd | onbekend                                               | Westerblokker 44                            | Blokker | Zandsteen                |                                            |
| 1874                    | De Zon, de steen in de achtergevel is echter ouder, twee stenen met samen Anno en 1874 en een naamsteen | onbekend                                               | Bierkade 1                                  | Hoorn   |                          |                                            |
| 1876                    | Rijkswapen en tekststeen Post- en Telegraafkantoor | IJzergieterij Enthoven                                 | Grote Oost 28-30                            | Hoorn   | Gietijzer en natuursteen |                                            |
| 1878                    | Naam van het pand: de Gekroonde Jaagschuit. Andere gevelstenen tonen de functie van het pand (stoom tabaksfabriek) en de verkochte koopwaren zoals snuif en thee. | onbekend                                               | Breed 38                                    | Hoorn   | onbekend                 |                                            |
| 1870-1879               | Bewerkt boogveld als aanduiding van het winkeltype in het pand: een wijnhandel | onbekend                                               | Kerkstraat 11                               | Hoorn   | onbekend                 |                                            |
| 1882                    | Herinneringssteen met jaartal en een "eerste steen". De herinneringssteen is boven de toegangsdeur geplaatst en herinnert aan de stichter van de kapel. De eerste steen herinnert aan het leggen van de eerste steen. | onbekend                                               | Lourdeskapel, Pastoor Nuyenstraat 2         | Zwaag   | onbekend                 |                                            |
| 1883                    | Stenen met daarop de naam Hoorn, aan elke zijgevel van het station een. | onbekend                                               | Stationsplein 1                             | Hoorn   | onbekend                 |                                            |
| 1893                    | Herinneringssteen geplaatst naar aanleiding van de verbouwing in 1893 waarbij de muur waarin de steen is geplaatst werd gebouwd. | onbekend                                               | Binnenplaats Statenlogement, Nieuwstraat 33 | Hoorn   |                          |                                            |
| 1902                    | Boogtrommel met daarin eikenloof en een hertenkop met ontwikkeld gewei. De steen fungeerde als aan dat hier een apotheek of drogisterij was gevestigd. | onbekend                                               | Kleine Noord 5                              | Hoorn   |                          |                                            |
| 1904                    | Groenten, als teken dat hier een groenteboer woonde. Piet Roos heeft de steen laten plaatsen in zijn herbouwde woning, nadat deze in 1903 door brand was verwoest. Het huis op nr. 17 was de stalling voor zijn groentenkar. | onbekend                                               | Kleine Oost 15-17                           | Hoorn   | onbekend                 |                                            |
| 1908-1911               | Wapen van Frederik Hendrik van Oranje. Oorspronkelijke versie is rond 1633 gemaakt en in de periode 1795-1806 is deze vernietigd om plaats te maken voor het wapen van het Koninkrijk Holland. In 1813 is de steen vervangen door een gietijzeren plaat met daarop geschilderd het wapen van Oranje-Nassau. Tijdens de restauratie van het Statencollege tussen 1908 en 1911 is de huidige steen geplaatst.                                                   | onbekend                                               | Statencollege, Roode Steen 1                | Hoorn   | natuursteen              |                                            |
| 1910                    | Naamsteen: Westerhout | onbekend                                               | Westerblokker 125                           | Blokker | onbekend                 |                                            |
| 1916                    | Wapen van Hoorn | onbekend                                               | Draafsingel                                 | Hoorn   | onbekend                 |                                            |
| 1920                    | Aedicula-achtige gevelsteen genaamd In de twe vergvlde hofd, naar een veel oudere steen met Heraclitus (zuurkijker, links) en Democritus (vrolijk kijkend, rechts). In de 19e eeuw werd een eerdere steen geplaatst als In de twee verliefde Hoofd (een man en vrouw) | onbekend                                               | Grote Noord 104                             | Hoorn   | onbekend                 |                                            |
| 1925                    | Naamsteen: Bonnicott | onbekend                                               | Draafsingel 42                              | Hoorn   | onbekend                 |                                            |
| 1938-39                 | Gevelsteen in het voormalige telefooncentralegebouw met daarin: het rijkswapen, linksonder het wapen van West-Friesland, rechtsonder dat van Hoorn en daartussen een 17e-eeuwse koopvaarder. | onbekend                                               | Noorderstraat 5                             | Hoorn   | onbekend                 |                                            |
| 1952                    | De eerste steen van het Truydemanhof | onbekend                                               | Commandeur Ravenstraat 49                   | Hoorn   |                          |                                            |
| 1953                    | Sluitsteen met het wapen van Hoorn | onbekend                                               | Italiaanse Zeedijk, tussen 68 en 70         | Hoorn   | hardsteen                |                                            |
| 1957                    | Drie stenen met in het midden de oudste steen: In de Jonge Tobyas. Daarboven: hier stond en er onder Herbouwd 1957. | onbekend                                               | Breed 29                                    | Hoorn   | onbekend                 |                                            |
| 1976                    | Gevelsteen is geplaatst in opdracht van mw. M.A.B. Bruggeman-Pekelharing en de ontwerper of beeldhouwer heeft zich mogelijk daardoor laten inspireren. De steen toont een ophaalbrug (mogelijk de nabijgelegen Hoge Brug) en een man die over een kadeleuning leunt. | onbekend                                               | Oude Doelenkade 49                          | Hoorn   | onbekend                 |                                            |
| 1979                    | Deze steen weent van uit de muur, gedenksteen voor de gesloopte synagoge | Ontwerp: Peter de Rijcke; steenhouwer: Frits Vogelpoel | Italiaanse Zeedijk 120-122                  | Hoorn   | onbekend                 |                                            |
| 1981                    | Herinneringssteen voor de restauratie van het Claes Stapelhof. | onbekend                                               | Munnickenveld 21                            | Hoorn   | onbekend                 |                                            |
| 1988                    | Herinnering aan de verkaveling, 400 jaar voor het plaatsen van de steen, van het Munnickenveld | Steen: Tony Gerlach; schildering: Sally Williams       | Munnickenveld 10                            | Hoorn   | onbekend                 |                                            |
| 1992-1993               | De Drie Tulpen, datering (1755) is van de originele steen die in het Westfries Museum staat. | onbekend                                               | Achterom naast de Koepelkerk                | Hoorn   | onbekend                 |                                            |
| 1997                    | Sluitstenen in de vorm van bakkerssymbolen | Jan Franck                                             | Ramen 34                                    | Hoorn   | Zandsteen                | Zie Ramen 34, Hoorn voor meer afbeeldingen |
| 1997                    | Herinneringssteen geplaatst naar aanleiding van de restauratie van het Statenlogement | onbekend                                               | Binnenplaats Nieuwstraat 33                 | Hoorn   |                          |                                            |
| 1999                    | Gevelsteen uit 1777 met een Westfries boomwapen. Steen is afkomstig uit de collectie van het Westfries Museum | onbekend                                               | Appelhaven 6                                |         |                          |                                            |
| 2000                    | Sint-Antonius met een varkenskop en de letter tau | Rob Scheen                                             | Oosterkerk, Oosterkerksteeg                 | Hoorn   |                          |                                            |
| 2006                    | Symbolen voor de bewoners en de omgeving | onbekend                                               | Binnenluiendijk 5                           | Hoorn   | Zandsteen                |                                            |
| 2007                    | Steen met een trommel met twee stokken als naamaanduiding van de straat | onbekend                                               | Trommelstraat 7                             | Hoorn   | onbekend                 |                                            |
| 2008                    | Herinneringssteen voor 650 jaar stadsrechten. De stenen werden in 2007 aangeboden en in 2008 geplaatst. De steen is zichtbaar vanaf de voorplaats van het Westfries Museum. | Anne Krikke                                            | Roode Steen 16                              | Hoorn   | Hardsteen                |                                            |
| 2012                    | Plaquette ter herinnering aan restauratie en verbouwing gevangeniscomplex | onbekend                                               | Krententuin                                 | Hoorn   | onbekend                 |                                            |
| 2016                    | De Visser: een gevelsteen tonende een oudere man die twee vissen overhandigd aan een jonger persoon. De oudere man is meneer De Visser (voormalig eigenaar) die zijn twee panden overhandigd aan de jonge "Hendrick de Keyser". | onbekend                                               | Binnenluiendijk 4                           | Hoorn   | onbekend                 |                                            |
|                         | Twee hoefijzers in een cartouche met twee leeuwenkoppen | onbekend                                               | Achterom 77                                 | Hoorn   | onbekend                 |                                            |
|                         | De Gekroonde Mosterdmolen (eigenlijk een vijzel, herplaatsing) | onbekend                                               | Achterom 111                                | Hoorn   | onbekend                 |                                            |
|                         | Stadswapen met twee eenhoorns | onbekend                                               | Achterstraat 2                              | Hoorn   |                          |                                            |
|                         | Ovalen steen met slecht leesbare tekst | onbekend                                               | Baanstraat 28                               | Hoorn   |                          |                                            |
|                         | Interieur van een kruidenierswinkel | onbekend                                               | Breed 32                                    | Hoorn   |                          |                                            |
|                         | Turfschip | onbekend                                               | Dorpsstraat 64                              | Zwaag   |                          |                                            |
|                         | D.Stat Genva, wapen van Hoorn, wapen van Zeeland | onbekend                                               | Gedempte Appelhaven 7                       | Hoorn   |                          |                                            |
|                         | Hijsblok | onbekend                                               | Grote Noord 9                               | Hoorn   | natuursteen              |                                            |
|                         | Orde van het Gulden Vlies | onbekend                                               | Grote Noord 40                              | Hoorn   |                          |                                            |
|                         | Wapen van de familie Keyser tussen twee schildhouders in een cartouche. | onbekend                                               | Grote Oost 2                                | Hoorn   |                          |                                            |
|                         | Kaasdragers met op de achtergrond mogelijk het oude stadhuis van Hoorn en de Waag. | onbekend                                               | Grote Oost 2                                | Hoorn   |                          |                                            |
|                         | Alliantiewapen West-Friesland en het Ambacht van West-Friesland, genaamd „Drechterland” | onbekend                                               | Grote Oost 4-6                              | Hoorn   |                          |                                            |
|                         | Gebeeldhouwde fries en boogtrommels | onbekend                                               | Grote Oost 7                                | Hoorn   | natuursteen              |                                            |
|                         | Deuromlijsting met daarin een "wapenschild": de Put | onbekend                                               | Grote Oost 8                                | Hoorn   | hout                     |                                            |
|                         | Kleine gevelsteen in de voorgevel van een pand waar een tandarts heeft gewoond en gewerkt. De steen toont een knijptang, een getrokken kies en een fles jenever | onbekend                                               | Grote Oost 12                               | Hoorn   |                          |                                            |
|                         | Bene qui latuit, bene vixit (hij die zich goed verborgen heeft gehouden, heeft goed geleefd). Een gevelsteen tonenede een schildpad, in een holte met daaromheen drie vleermuisachtige wezens. Aan weerszijden van de steen een kop van een leeuw met iets geopende bek. | onbekend                                               | Grote Oost 32                               | Hoorn   |                          |                                            |
|                         | Naam: In de kolfstok | onbekend                                               | Grote Oost 49                               | Hoorn   | Natuursteen              |                                            |
|                         | Letter tau in een ovaal, als verwijzing naar Sint Antionius, de beschermheilige van de Oosterkerk | onbekend                                               | Grote Oost naast 60                         | Hoorn   |                          |                                            |
|                         | Truydeman en zijn Wyf. Gevelsteen in bas-reliëf. De steen toont de Hoornse bakker Truydeman en zijn vrouw met een klant. De steen is de middelste van drie, maar komt in bewerking niet overeen met de andere twee stenen (zie hieronder). | onbekend                                               | Grote Oost 114                              | Hoorn   |                          |                                            |
|                         | Drie hamers en een kroon. Gevelsteen tonende drie hamers van verschillende formaten en boven de middelste een kroon. Gevelsteen is in haut-reliëf uitgevoerd met een gefrijnd veld. Komt niet overeen met de Truydemansteen, wel met het anker. | onbekend                                               | Grote Oost 114                              | Hoorn   |                          |                                            |
|                         | Anker. Anker in verdiept reliëf met gefrijnd veld. Komt daarmee enigszins overeen met de hamers, maar niet met Truydeman. | onbekend                                               | Grote Oost 114                              | Hoorn   |                          |                                            |
|                         | Naamsteen, herkomst van de naam is niet bekend | onbekend                                               | Hoofd 3                                     | Hoorn   |                          |                                            |
|                         | Int vries boter vat | onbekend                                               | Italiaanse Zeedijk 81                       | Hoorn   | onbekend                 |                                            |
|                         | Gekroonde karper, al bevindt de kroon zich boven de rechte gevelsteen. | onbekend                                               | Kerkstraat 1                                | Hoorn   |                          |                                            |
|                         | Gekroonde eikel | onbekend                                               | Kerkplein 31                                | Hoorn   |                          |                                            |
|                         | Tulp, een ovale steen met daarop een tulp. Herkomst en exacte datering zijn niet bekend. | onbekend                                               | Kleine Noord 38                             | Hoorn   |                          |                                            |
|                         | Kleine gevelsteen met bedrijfsnaam en telefoonnummer van het bedrijf | onbekend                                               | Korenmarkt 9                                | Hoorn   |                          |                                            |
|                         | Inde karsebõom, gevelsteen met een kersenboom. Na restauratie van de gevel in 1954 is de kleurstelling van de steen gewijzigd, zeer waarschijnlijk is de huidige voorstelling (2021) niet origineel. | onbekend                                               | Lange Kerkstraat 30                         | Hoorn   |                          |                                            |
|                         | Judith en Holofernes in de gevel van de hoofdgebouwen van het Claes Stapelhof, in 2025 is er een replica geplaatst | onbekend                                               | Munnickenveld 17-19                         | Hoorn   | Eikenhout                |                                            |
|                         | Straatvaarder, als verwijzing naar de handel tussen Hoorn en de Middellandse Zee en de Levant. Het afgebeelde schip is een galjoen en stamt uit de eerste helft van de 17e eeuw. | onbekend                                               | Muntstraat 26                               | Hoorn   |                          |                                            |
|                         | Boeier of kustvaarder de linker steen in het fries. | onbekend                                               | Nieuwendam 10                               | Hoorn   |                          |                                            |
|                         | Int Hasselse Hovtschip, de rechter steen in het fries, mogelijk is hier een Samoureuse of Keulenaar afgebeeld, de verhoudingen kloppen in eider geval niet. | onbekend                                               | Nieuwendam 10                               | Hoorn   |                          |                                            |
|                         | Naam: St. Vincentius à Paulo | onbekend                                               | Nieuwe Noord 22                             | Hoorn   |                          |                                            |
|                         | Twee leeuwen staand tegen een boom, mogelijk een oudere versie van het wapen van Wognum | onbekend                                               | Nieuwe Noord 66                             | Hoorn   |                          |                                            |
|                         | Herdenkingssteen in de voormalige woning van J.C. Kerkmeijer. | onbekend                                               | Noorderstraat 18A                           | Hoorn   |                          |                                            |
|                         | Gevelsteen Oostindisch Pakhuis | onbekend                                               | Onder de Boompjes 22                        | Hoorn   |                          |                                            |
|                         | Wapen van West-Friesland | onbekend                                               | Roode Steen 1                               | Hoorn   | natuursteen              |                                            |
|                         | In dyserman, de steen is op tekeningen uit 1729 en 1790 niet te zien. Op een foto uit eind 19e eeuw, ca. 1885, wel zichtbaar. Toch is de steen mogelijk omstreeks 1570 gemaakt, de wijze waarop de steen is vormgegeven en ook het materiaal maken die datering wel mogelijk. | onbekend                                               | Roode Steen 2                               | Hoorn   | Bentheimer zandsteen     |                                            |
| Tussen 1573 en 1650     | In stripvorm wordt de Slag op de Zuiderzee verteld in een aantal gevelstenen in de gevels van drie panden. De Hoofdtoren is afgebeeld zonder de spits die in 1650 geplaatst werd. | onbekend                                               | Slapershaven 2, 1 en Grote Oost             | Hoorn   |                          |                                            |
|                         | Bonte koe, mogelijk als verwijzing naar de naam of als geboortehuis van schipper Bontekoe | onbekend                                               | Veermanskade 15                             | Hoorn   |                          |                                            |
|                         | | onbekend                                               | Wilhelminalaan 2                            | Hoorn   | koper                    |                                            |